# Zingara con bambino
Zingara con bambino è un dipinto a olio su tela (115,9 x73 cm) realizzato nel 1919 dal pittore italiano Amedeo Modigliani.
È conservato nella National Gallery of Art di Washington.